# Gymnoscelis ectochlora
Gymnoscelis ectochlora är en fjärilsart som beskrevs av George Francis Hampson 1895. Gymnoscelis ectochlora ingår i släktet Gymnoscelis och familjen mätare. Inga underarter finns listade i Catalogue of Life.